# Lawrence Winters
Lawrence Winters (eigentlich Lawrence Whisonant; * 12. November 1915 in Kings Creek, South Carolina; † 24. September 1965 in Hamburg) war ein US-amerikanischer Opernsänger (Bariton).

## Leben
Winters war afroamerikanischer Herkunft und studierte Musik an der Howard University in Washington, D.C. Nach Abschluss des Studiums begann seine Karriere als Sänger im Chor von Eva Jessye. Nach ersten Hauptrollen in Opern und Musicals wurde er Musikdirektor beim amerikanischen Militär. Sein Konzertdebüt gab er 1947. 1948 war er in der Rolle des Amonasro in Giuseppe Verdis Aida erstmals in der Oper von New York zu sehen. In den folgenden Jahren tourte er sowohl als Sänger als auch als Musicaldarsteller durch Nord- und Südamerika, sowie Europa. 1951 spielte er den Porgy in Porgy und Bess in der ersten Inszenierung dieser Oper von George Gershwin, die vollständig aufgezeichnet wurde. Winters nahm auch als Solosänger Schallplatten auf, u. a. auch Titel in deutscher Sprache. In den deutschen Singles-Charts konnte sich Winter zwei Mal platzieren, 1956 erreichte Drei Münzen im Brunnen, die deutsche Version von Frank Sinatras Three Coins In The Fountain, Platz 10, 1963 der Song Miteinander, füreinander Platz 29. Ende der 1950er Jahre wurde Winters in die Hamburger Freimaurer-Loge Die Brückenbauer aufgenommen. 1961 wurde er Ensemblemitglied der Hamburgischen Staatsoper und blieb dies bis zu seinem Tod im Jahr 1965. 

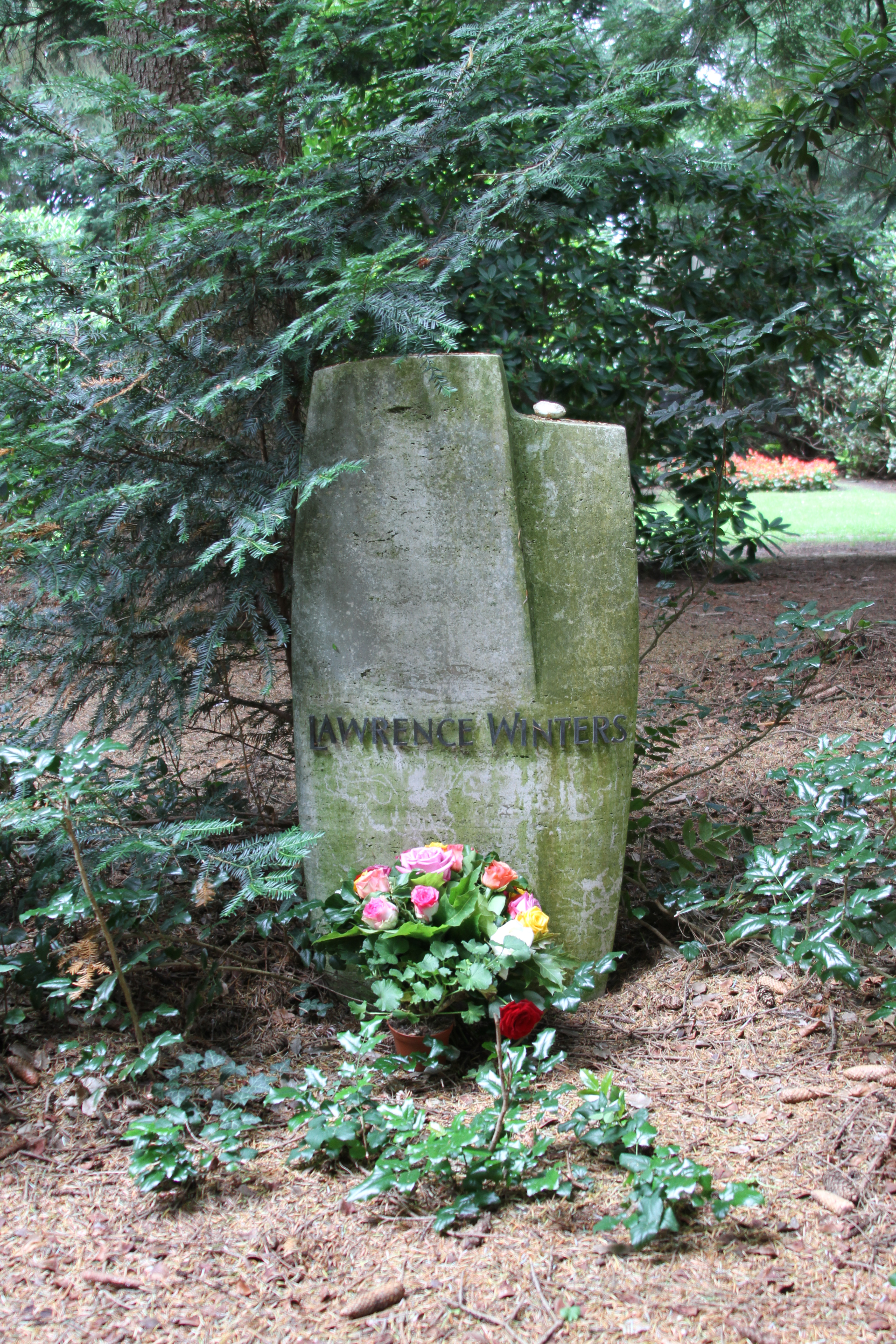
Grabstein von Lawrence Winters auf dem Friedhof Ohlsdorf

Seine Grabstätte befindet sich auf dem Friedhof Ohlsdorf in Hamburg (Grablage P8 (233-234)).

## Theater (Auswahl)
- 1965: Kaiser Jones. Regie: Viktor Warsitz, ab 10. März 1965 im (Ernst-Deutsch-Theater damals noch Junges Theater Hamburg)